# さよならを待つふたりのために
『さよならを待つふたりのために』（原題:The Fault in Our Stars）はジョン・グリーンが執筆し、2012年1月に出版されたアメリカ合衆国の青春小説である。
本作のタイトルはウィリアム・シェイクスピアの戯曲『ジュリアス・シーザー』の第1幕第2場において、キャシアスがブルータスに言った台詞「The fault, dear Brutus, is not in our stars, But in ourselves, that we are underlings. 」（だから、ブルータス、おれたちが人の風下に立つのは運勢の星が悪いのではない、罪はおれたち自身にある）からとったものである。

## あらすじ
本作はインディアナ州インディアナポリスを舞台としている。16歳のヘイゼル・グレイス・ランカスターは母親フラニーの命令で渋々がん患者の集まりに出ることになった。ヘイゼルはがんのために呼吸することもままならず、携帯型の酸素ボンベを使用しなければならなかった。集まりで、ヘイゼルは一人の男の子に目を留める。そして、集まりでの話の中で、彼の名前がオーガスタス・ウォーターズだと知った。オーガスタスは友人であるアイザックのサポート役として集まりに参加していた。アイザックは目に腫瘍ができたために、片方の目を摘出していたが、もう片方の目にも腫瘍ができたため、摘出しなければならない状況にあった。集まりが終わった後、オーガスタスはヘイゼルに、「君は『Vフォー・ヴェンデッタ』に出ていたナタリー・ポートマンに似ているね。」と話しかけた。オーガスタスはヘイゼルを映画鑑賞しようと自宅に誘った。移動中、2人はがんに関する話をした。ヘイゼルは自分の甲状腺がんが肺に転移したことを明かした。オーガスタスは骨肉腫を患っていたが、足を切断して以降はがんの再発はないといった。オーガスタスがヘイゼルを自宅に連れていく前に、2人はお互いのお気に入りの小説を読むことにした。オーガスタスは『The Price of Dawn』(暁の代償)を渡し、ヘイゼルは『An Imperial Affliction』(至高の痛み)を薦めた。
ヘイゼルは『An Imperial Affliction』を読んでいる理由を「この本はアンナというがんを患った少女の話なの。がんを抱えて生きるアンナの姿が私の今の状態と重なっているのよ。」とだけ語った。また、「この本は腹立たしいことに途中で終わっているの。そのせいで本のキャラクターがどうなったかを知ることができない。」と不満を口にした。ヘイゼルは『An Imperial Affliction』の謎めいた作者、ピーター・ヴァン・ホーテンに思いをはせる。ピーターはこの本の刊行後、オランダのアムステルダムへ行ってしまい、それ以来音沙汰がないのである。
ヘイゼルとオーガスタスが『An Imperial Affliction』の内容の解釈について語り合ってから一週間後、オーガスタスは偶然にもヴァン・ホーテンのアシスタントを務めていたリドヴィッチの居場所を知る。リドヴィッチを通してオーガスタスは人目を避けて暮らしているヴァン・ホーテンとEメールでのやり取りを始めた。オーガスタスはヘイゼルにもヴァン・ホーテンからのメールを見せた。ヘイゼルはあいまいな結末を迎えた小説の結末が知りたくて、ヴァン・ホーテンへの質問を書いて送った。ヘイゼルはアンナの母親がどうなったかに最も大きな関心を持っていた。「もしもアンナの母親が娘の死後も生き続けているのならば、私の両親も自分が死んだあと、元気にやってくれるだろう。」と考えたのである。結局、ヴァン・ホーテンはヘイゼルの質問には直接会って答えたいと返信してきた。
間もなく、オーガスタスはヘイゼルをピクニックに誘った。そこで、彼は入念にオランダ旅行を計画しており、がんを患う子供の願いを叶える慈善団体からの支援を受けられることをヘイゼルに伝えた。その旅行中にアムステルダムにいるヴァン・ホーテンと会おうというのだ。ヘイゼルは興奮したが、オーガスタスに顔を撫でられてためらいを感じるようになった。ヘイゼルはオーガスタスのことが好きだと自覚したのだ。しかし、自分が死んだときオーガスタスが悲しむことも想像できた。ヘイゼルは自分が手榴弾のようなものだと感じた。
ヘイゼルはオーガスタスに自分の気持ちを伝えるべきか悩んでいた。そんな中、彼女は自分の肺に水がたまっていることを知り、ICUに入った。峠を越したとき、ヘイゼルはオーガスタスが病院の待合室から離れようとしないことを知った。オーガスタスはヘイゼルにヴァン・ホーテンからのもう一通の手紙を届けたかったのだ。それはこの前の手紙よりも個人的で謎めいたことが書かれていた。手紙を読んだヘイゼルは以前にもましてアムステルダムへ行きたいという思いが強くなった。しかし、問題があった。両親と医師たちがヘイゼルは旅行できるほどの体力はないとして、オランダ行きに反対したことだった。絶望的な状況だと思われたが、ヘイゼルのような症例をよく知る内科医マリアが現われたことで一変する。マリアは「ヘイゼルはオランダに行くべきだ。彼女には自分の人生を生き抜く権利がある。」と言ってヘイゼルの両親を説得してくれた。
オーガスタス、ヘイゼル、フラニーの3人でアムステルダムへ行くことになった。ヘイゼルとオーガスタスはヴァン・ホーテンに会ったが、もはや彼は豊かな才能を持つ作家ではなく、けち臭い酒飲みに落ちぶれていた。ヴァン・ホーテンはヘイゼルのどの質問にも答えられないという。そのため、2人は大いに失望してヴァン・ホーテンの家を離れた。そして、ヴァン・ホーテンの行動に恐れをなしたリドヴィッチを伴ってアンネ・フランクの家を訪れた。旅行の終わりに、ヘイゼルとオーガスタスはロマンティックなムードの中でキスをしてみていた人々から喝采を浴びた。それから2人はホテルに戻り、愛し合った。
次の日、オーガスタスはヘイゼルがICUにいる間に検査を受けたところ、がんが再発して全身に転移していたということをヘイゼルに伝える。3人はインディアナポリスに戻った。オーガスタスの病状が悪化するにつれて、彼は生来の魅力と自信を失っていった。彼は傷つきやすくなり、臆病になった。しかし、ヘイゼルの心の中では、オーガスタスはそれでも美しい少年だった。こうした状況の中で、ヘイゼルはオーガスタスを彼の両親がそう呼ぶように「ガス」と呼び始めた。ヘイゼルは今まで以上にオーガスタスのことを愛している自分に気が付くのだった。オーガスタスの病状は急速に悪化していった。死期を悟ったオーガスタスはアイザックとヘイゼル同席のもと、自分の生前葬を行った。ヘイゼルはヴァン・ホーテンの小説中の言葉を引用して大きくもあり小さくもある無限について話した。ヘイゼルは自分がどれほどオーガスタスを愛しているのかを語り、残りの時間をオーガスタスと過ごすことは何物にも代えることができないと言った。
その8日後、オーガスタスは息を引き取った。ヘイゼルはオーガスタスの葬式にヴァン・ホーテンがやってきたのを見て驚いた。ヴァン・ホーテンの説明によると、彼とオーガスタスはオランダであった後もメールのやり取りを続けていて、オーガスタスは彼に自分の葬式に来てヘイゼルに会うことでアムステルダムへの旅行を台無しにしたことを埋め合わせてくれと言ったのだ。ヴァン・ホーテンはヘイゼルにアンナの母親の運命を抽象的な形で示したが、彼女はもう興味を失っていた。
数日後、ヘイゼルはアイザックからオーガスタスが書き遺した自分あての手紙があることを知らされる。そしてその中には・・・。

## 執筆
グリーンは「小児科病棟で牧師として働いていた時に、本作を執筆しようと思い立った。病気の子供たちは健康な人と同じくらい人間的であろうとしていると気づいた。感情表現だって豊かだ。しかし、ぼくが読んでいる本の中に出てくる病気を抱えた人間はあまりにも単純に描写されていて、まるで人間味がない。一般的に、私たちは重い病気を患っている人や末期患者を全くの他人だと思ってしまう。だからこそ、僕は、そうした人々の本当の人間像を描き出したかった。」と述べている。当初、グリーンは病気の子供を描いた小説を執筆することに躊躇していた。しかし、小説の執筆に対して病気の子どもたちから後押しを受けた。本作は16歳で甲状腺がんのために亡くなった女の子で、グリーンの友人だった、エッシャー・アールの影響も受けている。短い人生をどのようにして充実したものにするかを説明し、本作の執筆に踏み切らせてくれたエッシャーに対し、グリーンは謝辞をささげている。また、グリーンは末期患者の若者の生活の複雑さが理解できると思えなかったために、彼らに対して激しい憤りを覚えることがあった。この体験から、グリーンは本作にユーモアを加えることができた。執筆を始めたころ、本作は「死者の集い」を結成した若いがん患者たちが病院を抜け出して、病院の近くの洞窟に集まるという話になる予定だった。なお、本作の執筆中にグリーンに第一子が生まれた。このことで、親子愛が理解できるようになったという。
当初、グリーンは本作をアイザックの視点から執筆しようとした。なぜなら、その方が小説として自然で、筆者の存在を隠すのにも都合がよかったからである。しかし、最終的にはヘイゼルの視点から執筆されることになった。がん患者自身の視点からがんに向き合うことを描き出した小説が少ないとグリーンが気付いたためである。ヘイゼルの父親の信念である「宇宙は気づかれることを欲している」はグリーンとYouTubeの動画投稿者であるヴィ・ハートの会話から出てきたものである。グリーンは「本作の最後にでてくる"I do"という言葉は結婚を意味しているんだ。なぜなら、シェイクスピアの喜劇は結婚で終わり、悲劇の場合は死で終わる。僕が書いた本の結末はそのどちらでもありうるからだ。」と述べている。。

## 出版
2011年12月21日、アメリカ最大の書店グループであるバーンズ・アンド・ノーブルは本作を予約した人々に予定より早く本を配達してしまった。誤って配達されたのは1500部ほどであった。グリーンは「間違いが起きた。しかし、ミスをした人々は無能でもないし、悪人でもない。また、故意でやったわけでもない。人間は誰でも間違いを犯す。今回の一件でバーンズ・アンド・ノーブル社やその従業員が批判を受けるのは好ましくない。」という声明を出した。本を受け取った多くの人々は、他の読者の楽しみを奪わないでほしいというグリーンの願いを受け入れて、当初の配達日（2012年1月10日）まで読み始めないこと、そして、翌11日まで本について言及しないことを確約した。その約束は守られたものとみられている。
2011年6月に出版されるとすぐに、本作はAmazon.comで販売されているバーンズ・アンド・ノーブルの本の中で最も売れている本となった。グリーンは事前に本作を予約した人全員に直筆でサインをした。彼はサインをするのに使うシャーピーを一般の読者に投票で選んでもらうことにした。その結果、15万部のサイン本にはその得票数に応じた比率で、様々な色を用いてグリーンのサインがなされた。しかし、海外の書店で本作を予約した人々の中には、サインの入っていない本を受け取ってしまった人がいた。書店が売れると見積もった冊数が実際よりはるかに少なく、慌てて追加注文を出した時にはグリーンは本へのサインを終えてしまっていたからである。グリーンはこの事態を受けて、事前注文したにも拘らず自分のサインがない本を受け取ってしまった人はEメールで自分に連絡することを求めた。彼らにはグリーンのサイン入りのブックプレートが贈られた。多くのファンがGreenというタグをつけてTumblrやTwitterなどで手作りのブックカバーを公開した。タグがついていたために、グリーン本人もそれらのカバーを見ることができた。非常に多くの投稿がグリーンの本を出版しているペンギン・ブックスに刺激を与え、ペンギン社は2006年に出版したグリーンの小説『Abundance of Katherines』に使用するファンがデザインしたブックカバーを探し始めた。
本作はニューヨーク・タイムズの2012年1月29日付のベストセラーリストの児童書部門で1位に輝き、7週間連続1位となった。2012年8月にイスラエルでヘブライ語訳が出版されたのを皮切りにオランダ語、ドイツ語、スペイン語、フランス語、スウェーデン語、デンマーク語、アイスランド語、中国語、ポルトガル語に翻訳されていった。本作はニューヨーク・タイムズ以外のベストセラーリストにも載った。ウォール・ストリート・ジャーナルのベストセラーリストやインディーバウンドのベストセラーリストでは1位、ザ・ブックセラーのベストセラーリストでは9位となった。本作はニューヨーク・タイムズの書評欄にも取り上げられた。2012年12月には、本作に関するQ&Aをのせ、銀色のカバーで装幀した特別版「コレクターズ・エディション」が出版され、バーンズ・アンド・ノーブルから販売されることが発表された。なお、特別版の初版のほとんどに印刷ミスがあった。第1章の数ページが本の最後にあるはずのQ&Aに置き換わっていたのである。2013年1月、本作は発行部数で100万部に達した。

## 映画化
2012年1月、20世紀フォックス傘下のFox2000は本作を映画化する権利を得た。2013年2月には、ジョシュ・ブーンがメガホンをとり、ウィック・ゴッドフリーとマーティ・ボーエンがプロデューサーを務めることが報じられた。ヘイゼルはシャイリーン・ウッドリー、オーガスタスはアンセル・エルゴートが演じ、他にもローラ・ダーン、ナット・ウルフらが出演することが決定した。
撮影は2013年8月26日にペンシルベニア州ピッツバーグで開始された。また、オランダのアムステルダムでも撮影が行われた。
映画は2014年6月6日に北米において公開され、批評家と観客の双方から高く評価された。
なお、日本では『きっと、星のせいじゃない。』という邦題で2015年2月20日に公開された。

## 外部サイト
- 岩波書店による本の紹介